# Natas Loves You
Natas Loves You waren eine Pariser Rockband mit internationalen Mitgliedern, die 2008 in Luxemburg gegründet wurde. Die musikalischen Wurzeln der der Musiker mit finnischen, spanischen, französischen und amerikanischen Wurzeln gehen unter anderem auf Hip-Hop und Psychedelic Rock zurück. Als Inspiration für ihre Musik geben sie Curtis Mayfield, Metronomy, The Zombies, A Tribe Called Quest sowie Astrud und João Gilberto an.

## Bandgeschichte
2008 haben sich die Musiker von Natas Loves You am Lycée Vauban in Luxemburg-Stadt kennengelernt. Die damaligen Mitglieder kamen aus Luxemburg, Spanien, Frankreich, Finnland und den USA. Natas Loves You ist die Nachfolgeband von Glitter und Trauma, die 2008 unter anderem bei Rock um Knuedler spielten.  Der Sänger war zuvor bei den Holy National Victims.
2009 trat Natas Loves You bei den luxemburgischen Festivals Rock-A-Field, Mess for Masses, On Stéitsch und Sonic Visions auf. Am 27. November 2009 feierte die Band bei Exit07 die Veröffentlichung ihrer EP From Natas With Love mit der Single Finished Line. Diese landete in den Top 15 des heimischen RTL Radio Lëtzebuerg.
Danach zog Natas Loves You nach Paris und spielte dort einige Konzerte. Dort gesellte sich der Pariser Joachim Masson als Gitarrist zur Band dazu.  2011 wurde ihre zweite EP Paintings veröffentlicht. Zur Release-Party spielten sie in der ausverkauften Maroquinerie, einem der größten Indie-Konzertsäle in Paris. Auch 2012 und 2013 traten sie beim Sonic Visions Festival auf.
Natas Loves You wurde vom französischen Musiklabel 3rd Bureau unter Vertrag genommen, auf dem sie im November 2013 die digitale Single Go or Linger und im März 2014 die EP Skip Stones veröffentlichten. Ihr erstes Album The 8th Continent wurde im Oktober 2014 auf dem Label Cinq7 veröffentlicht.
2014 gewann die Band außerdem den music:LX Award in der Kategorie Rock/Pop/Electro.
Am 17. Dezember 2015 gaben sie auf ihrer Facebook-Seite ihre Auflösung bekannt.

## Diskografie

### Album
- 2014: The 8th Continent

### EP
- 2009: From Natas With Love
- 2011: Paintings
- 2014: Skip Stones[5]

### Singles
- 2011: Finished Line
- 2012: Light as Air
- 2012: Love Don't Bring Me Down
- 2012: Gold and Copper
- 2013: Go or Linger
- 2014: Got to Belong
- 2015: Naked People